# Polygonatum involucratum
Polygonatum involucratum är en sparrisväxtart som först beskrevs av Adrien René Franchet och Paul Amédée Ludovic Savatier, och fick sitt nu gällande namn av Carl Maximowicz. Polygonatum involucratum ingår i släktet ramsar, och familjen sparrisväxter. Inga underarter finns listade i Catalogue of Life.

## Bildgalleri

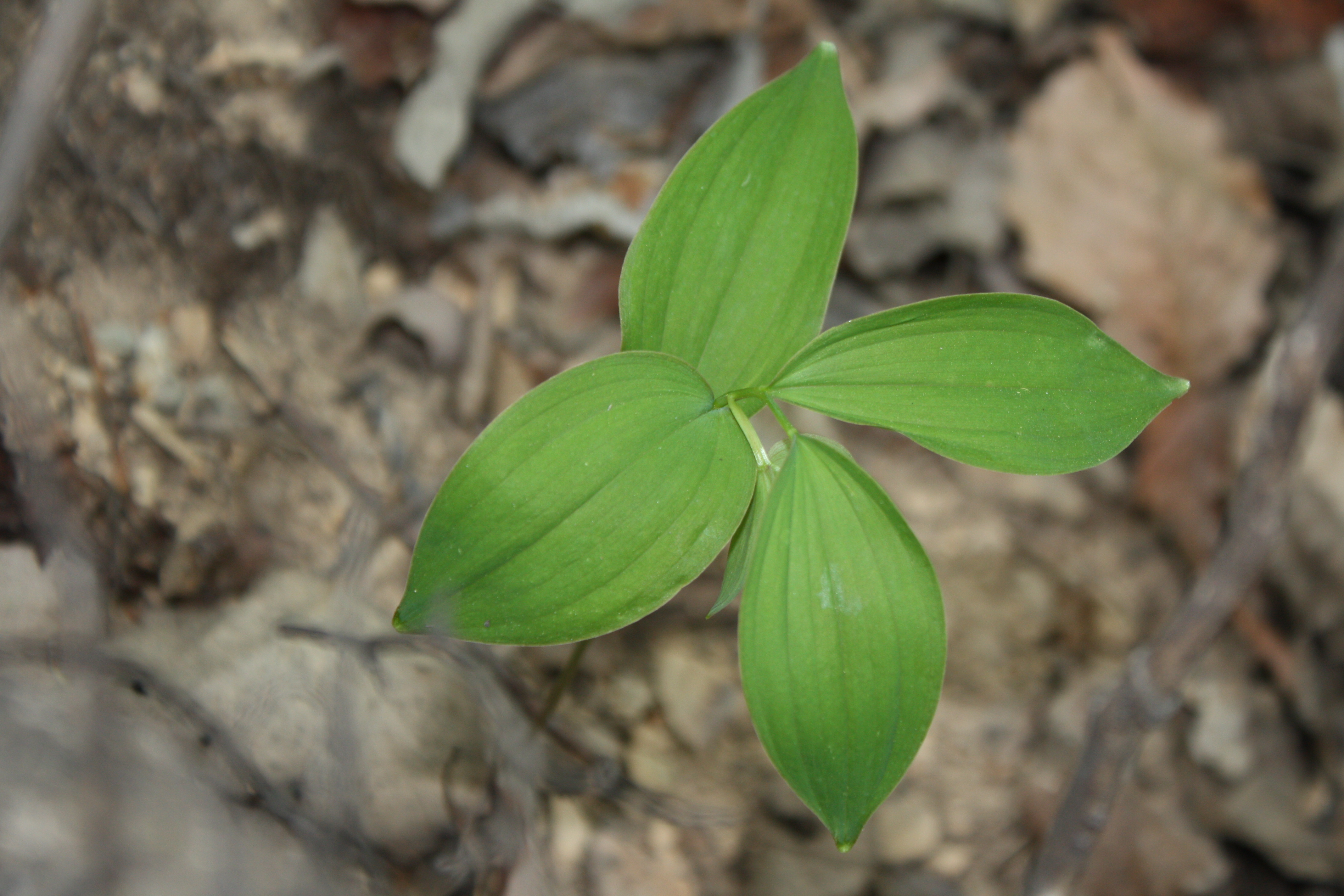
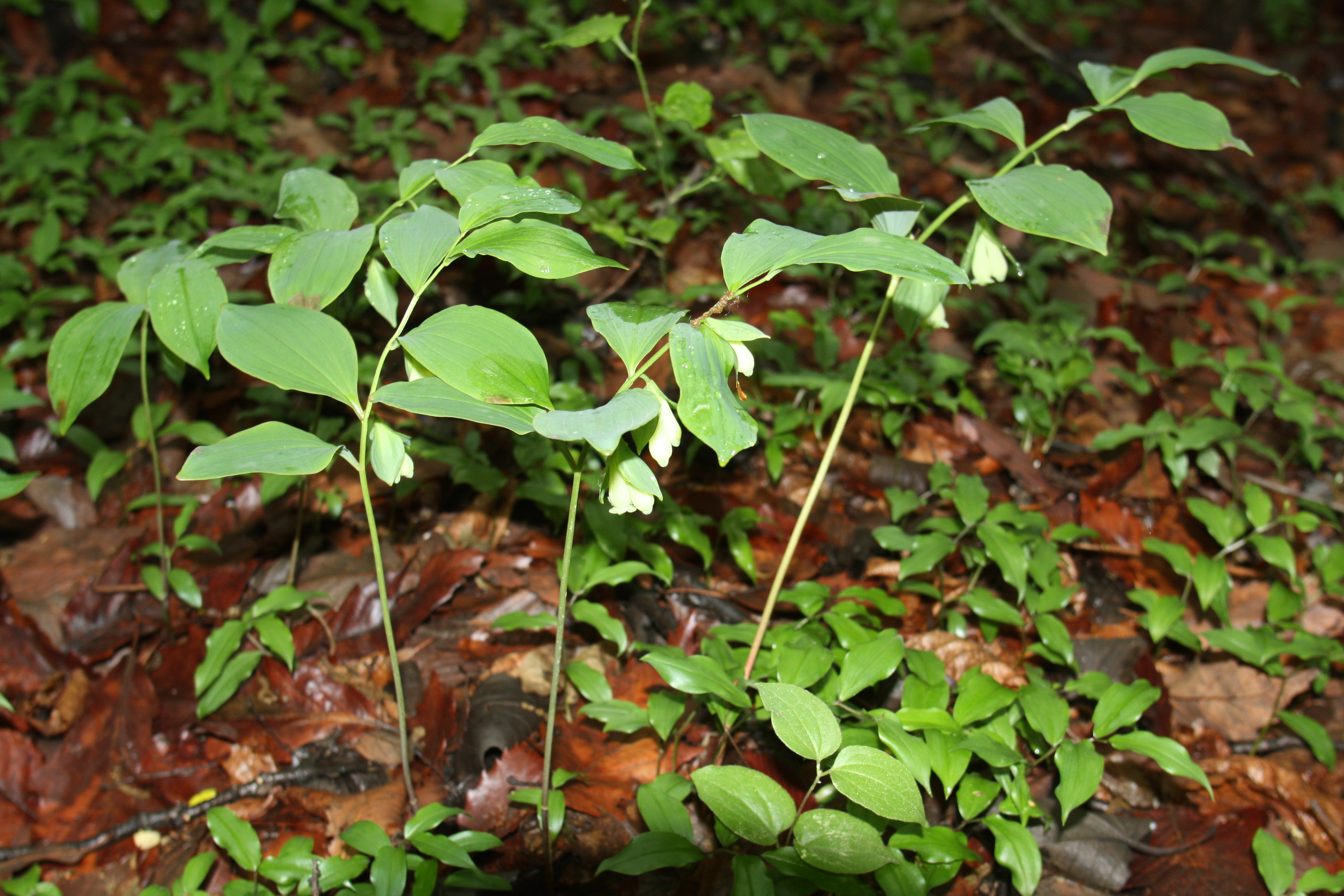
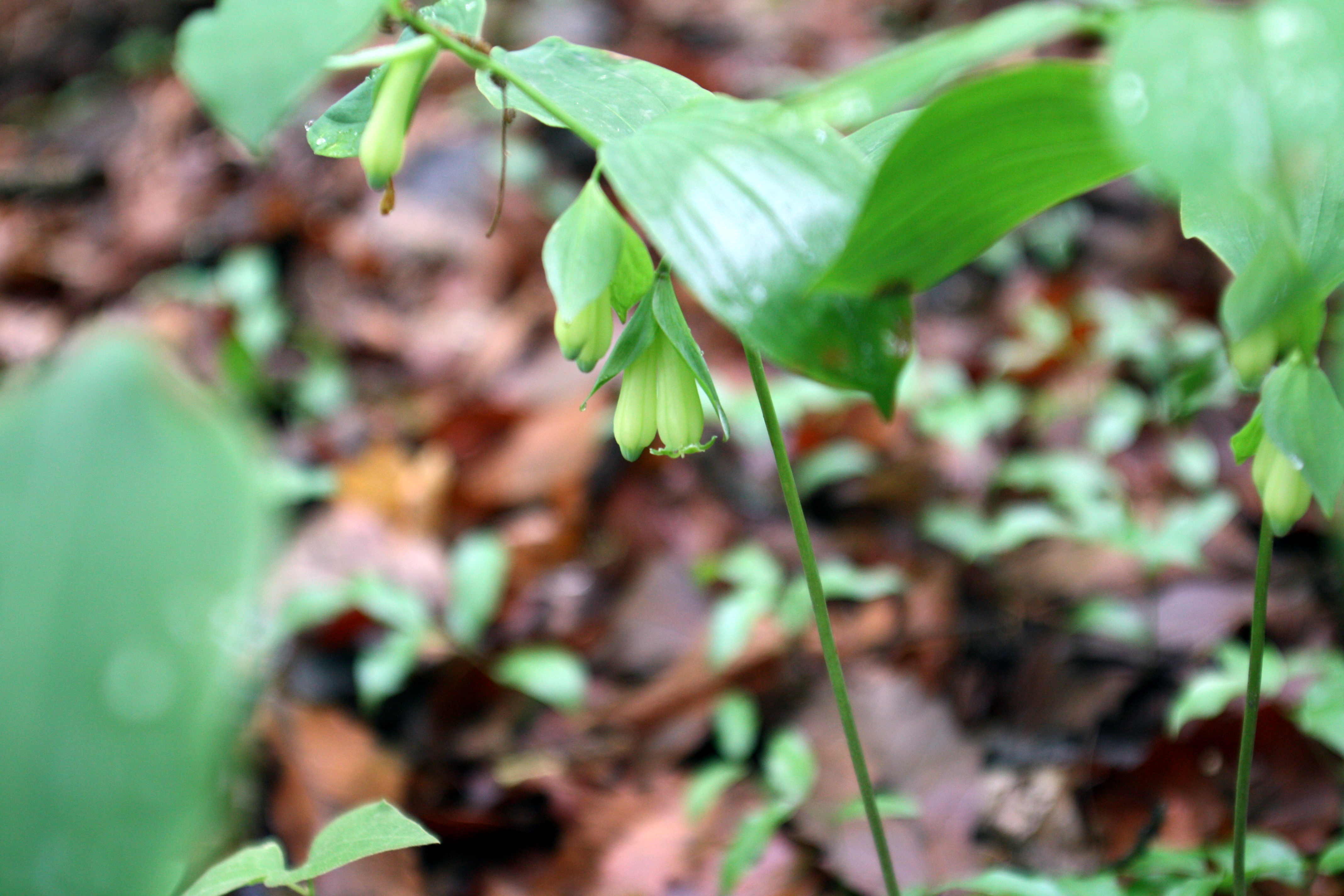
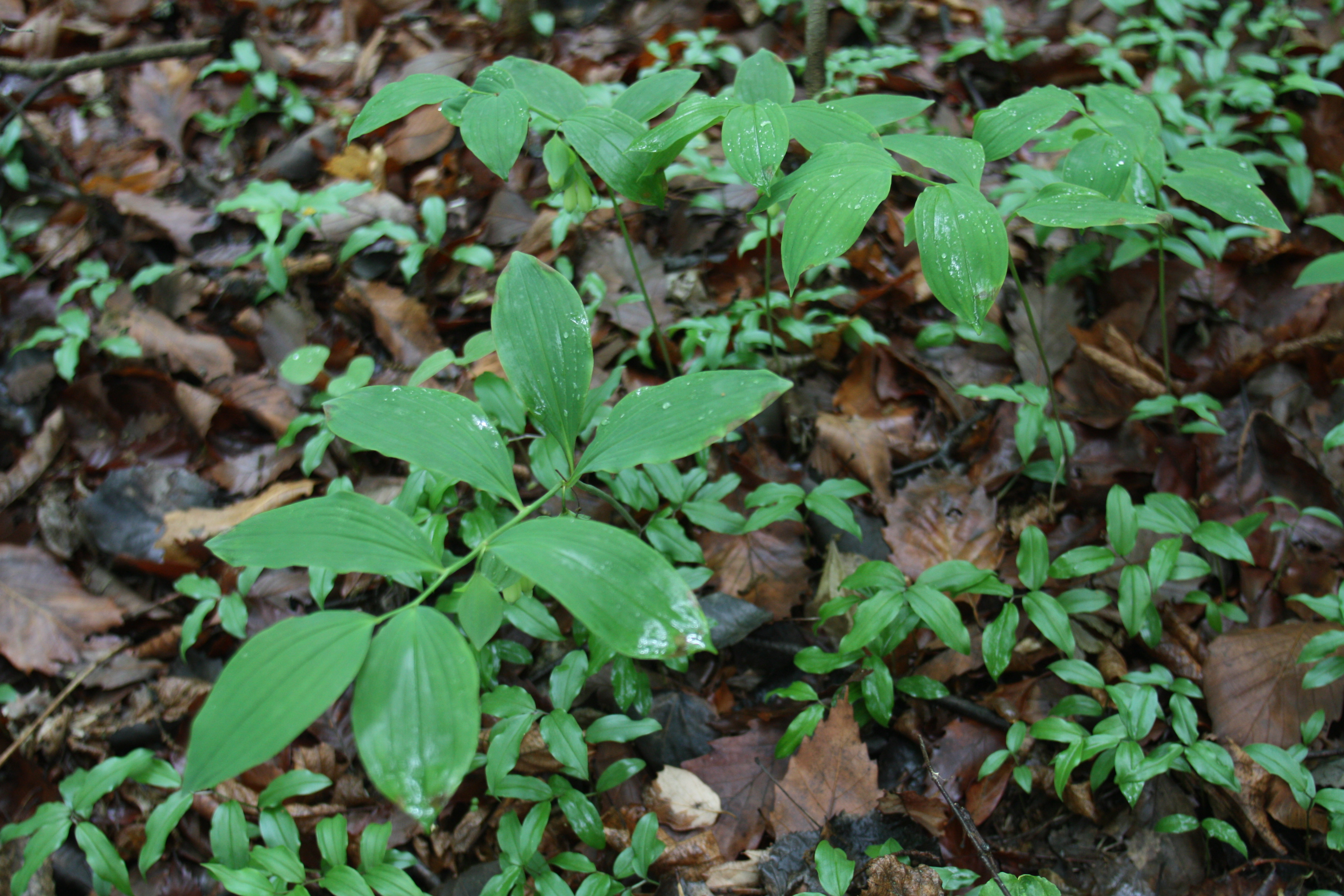
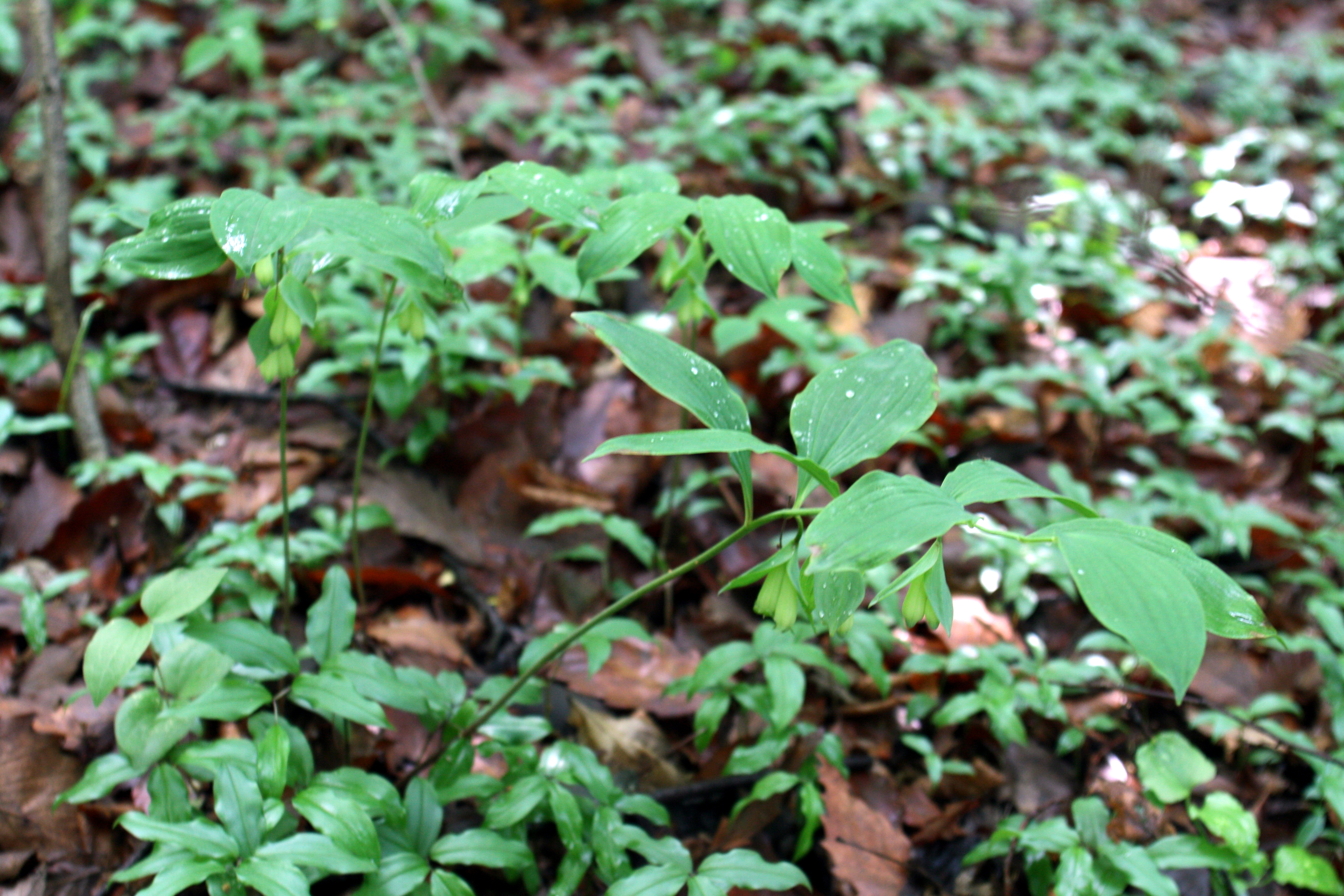
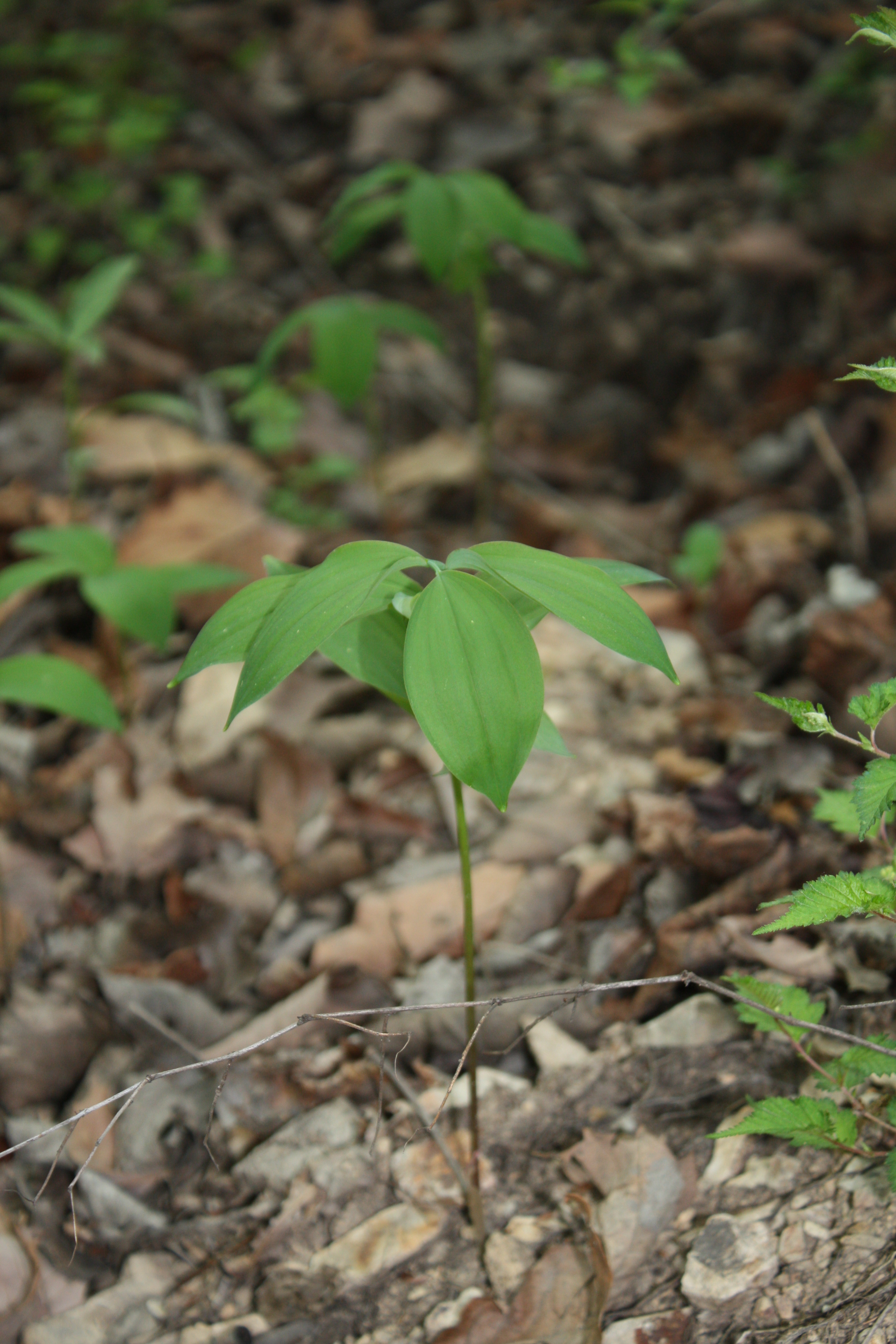